# Exogamia
Em biologia, a exogamia refere-se ao cruzamento de indivíduos pouco relacionados geneticamente.